# Chiesa di San Giorgio (Londra)
San Giorgio in Piazza Hannover, è una chiesa anglicana nella città di Westminster, nel centro di Londra, costruita agli inizi del XVIII secolo. Il terreno su cui sorge la chiesa fu donato dal generale William Steuart, che pose la prima pietra nel 1721. La chiesa fu progettata da John James ed è stata costruita nell'ambito di un progetto per la costruzione di cinquanta nuove chiese nei dintorni di Londra (Chiese di Queen Anne). È situata in Piazza Hannover, nei pressi di Oxford Circus, in quella che oggi è la città di Westminster. Grazie alla sua posizione in Mayfair, è stata spesso la sede per i matrimoni dell'alta società.

## Storia

### Parrocchia

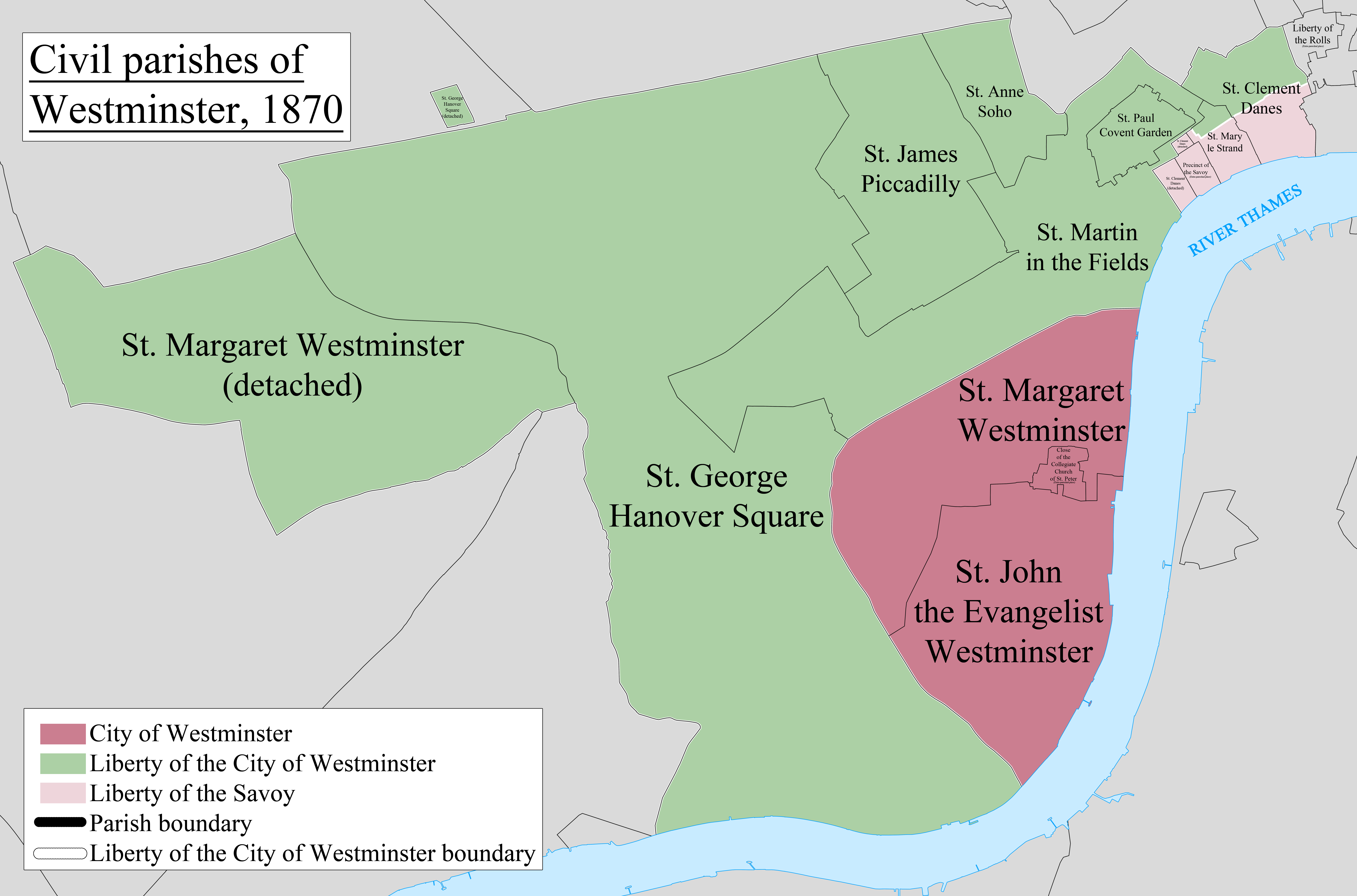
Mappa evidenziante il territorio parrocchiale

Una parrocchia civile di San Giorgio Hanover Square e una parrocchia ecclesiastica erano state create già nel 1724 da parte della antica pieve di San Martin in the Fields nelle Libertà di Westminster. I confini della parrocchia ecclesiastica sono stati adeguati nel 1830, 1835 e 1865, quando vennero istituite altre parrocchie. La parrocchia ecclesiastica esiste ancora oggi e fa parte del Decanato di Westminster Santa Margherita nella Diocesi di Londra. La parrocchia civile divenne un soggetto di governo del Metropolitan Board of Works nel 1855, e poi confluì nel borgo metropolitano di Westminster nel 1900. Il terreno per la chiesa fu donato dal generale Sir William Steuart.
La chiesa fu costruita nel 1721-1725, finanziata dalla Commissione per la costruzione di cinquanta nuove chiese, e disegnata da John James, che era stato uno dei due topografi alla commissione dal 1716.

### Matrimoni

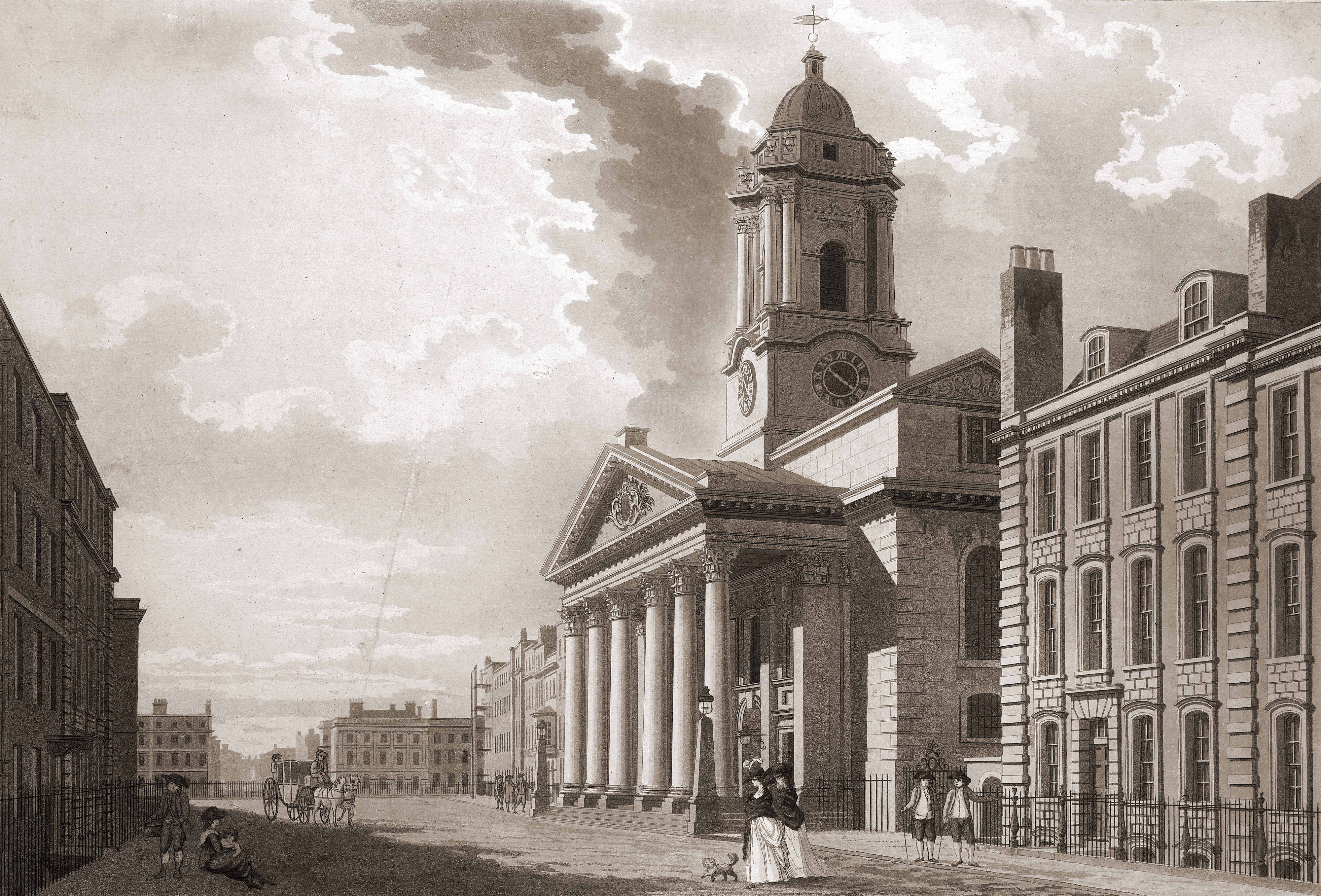
Vista di of San Giorgio, 1787

La chiesa era un luogo di culto alla moda per sposarsi. Fu qui che Theodore Roosevelt, il futuro presidente degli Stati Uniti, 28 anni, sposò Edith Carow, 25 anni, il 2 dicembre 1886. Henry Holland (architetto) sposò Bridget, figlia di Capability Brown, l'11 febbraio 1773 in questa chiesa. John Nash (architetto) si sposò con Mary Ann Bradley il 17 dicembre 1798 nella chiesa. Un famoso matrimonio di Londra vide protagonista l'architetto John Shaw senior (1776-1832) con Elizabeth Hester Whitfield nel 1799. Altre persone importanti sposate qui sono l'eccentrico missionario Joseph Wolff, nel 1827. Nel mese di ottobre 1899, Alfreda Ernestina Albertina Bowen, figlia di Sir George Ferguson Bowen e della Contessa Diamantina di Roma, sposò Robert Lydston Newman. Elliot Allard, OBE sposò Pamela Wigan di St. John's Wood, pronipote di James Wigan, primo proprietario di Mortlake e fondatore della Mortlake Brewery, che ultimamente è diventata la fabbrica della birra Stag.

### Cimitero
Il cimitero di San Giorgio venne aperto nell'ambito del nuovo sviluppo residenziale di Hanover Square, non contiguo al sagrato. Il primo cimitero era situato a Mount Street. Quando si esaurì, venne consacrato un cimitero più grande a Bayswater nel 1765. Essi vennero poi inibiti alle sepolture nel 1854, quando i cimiteri della città di Londra furono chiusi per proteggere la salute pubblica. Le sepolture a San Giorgio comprendono la signora Ann Radcliffe (1764-1823), una influente scrittrice del "Gothic Novel", il reverendo. Francis Nicholson, ufficiale militare britannico e amministratore coloniale.
Il terreno di Mount Street fu successivamente cancellato dai monumenti e trasformato in un piccolo parco. Alcune delle vecchie lapidi sono state utilizzate come grondaie e drenaggio, e si può vedere oggi. Durante la Grande Guerra il terreno di Bayswater era coperto di 4 pollici di terreno superficiale e utilizzato per la coltivazione di ortaggi. Nel 1969 il luogo di sepoltura fu autorizzato per consentire che la terra potesse essere venduta per la riqualificazione. Un teschio, parte anatomica, è stato congetturato fosse di Sterne, di uno scheletro parziale, separato dagli altri resti per essere trasferirito al sagrato di Coxwold dal Laurence Sterne Trust. 11.500 ulteriori resti sono stati portati al cimitero di West Norwood e cremati, per la sepoltura lì.

## Descrizione

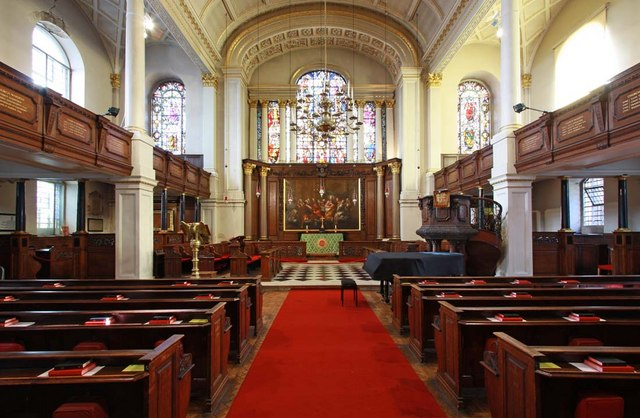
Interno di San Giorgio

Il suo portico, sostenuto da sei colonne corinzie, si estende lungo tutto il sagrato. C'è una torre appena dietro il portico, che si erge dal tetto sopra l'estremità occidentale della navata.
L'interno è diviso in tre navate da pilastri, quadrati fino alla cima delle gallerie, poi sale al soffitto sotto forma di colonne corinzie. La navata centrale ha una volta a botte, e le corsie trasversali volte a botte anch'esse.
La vetrata dell'Albero di Jesse, proviene da un ciclo realizzato da Arnoldo di Nimega nei primi decenni del XVI secolo per il Monastero delle Carmelitane di Anversa.

### Musica

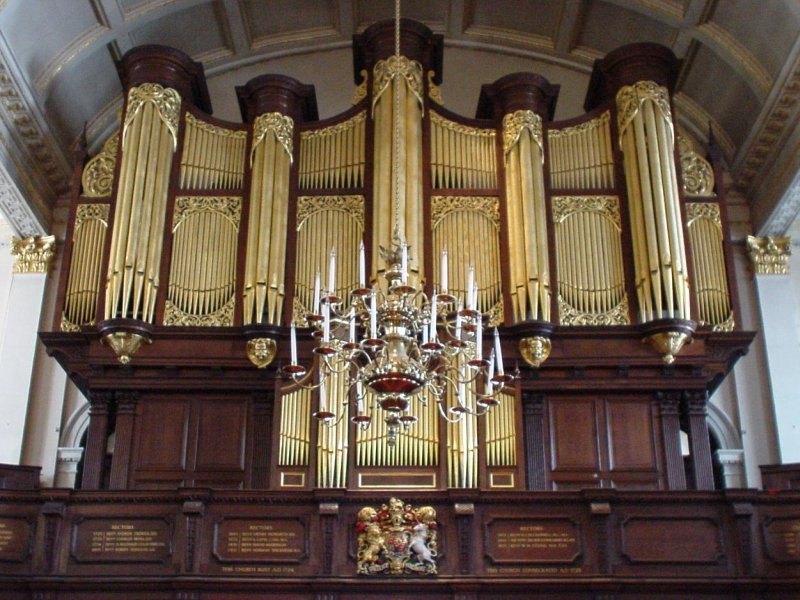
L'organo nel 2009 (fino al restauro)

Händel era un frequentatore abituale di San Giorgio, che ora è uno dei luoghi utilizzati per il London Händel Festival annuale. San Giorgio ha un coro professionistico a tempo pieno e una forte tradizione corale ed è sede di concerti di musica classica. Un appello al Fondo di restauro fu lanciato la Domenica della Trinità 2006, per raggiungere un totale di cinque milioni di sterline, con un obiettivo di un milione e mezzo di sterline necessarie per la prima fase dei lavori di restauro della chiesa. Una recente serie di concerti a sostegno del Fondo di restauro è stata sostenuta dal William Smith International Performance Programme e si sono esibiti al pianoforte gli studenti del Royal College of Music, tra cui Ren Yuan, Ina Charuashvili, Meng Yan Pan e la russa Maria Nemtsova al suo debutto a Londra.
La chiesa è una delle due basi principali della Orpheus Sinfonia, un'orchestra di strumentisti di recente diplomati presso scuole musicali.

## Nella cultura di massa
Nel musical My Fair Lady, Alfred Doolittle (Stanley Holloway), essendosi appena arricchito con una eredità e dovendosi spostare nella "morale borghese", invita la figlia Eliza Doolittle (Audrey Hepburn) per il suo matrimonio in questa chiesa. Dopo l'invito, lui ed i suoi compagni cantano "Get Me to the Church on Time".
La chiesa è menzionata come sede per l'imminente matrimonio di Iris Henderson in The Lady Vanishes (1938 film).
Nella storia di Sherlock Holmes The Adventure of the Noble Bachelor la chiesa è lo scenario del matrimonio dell'eponimo Lord St Simon e dell'americana Hatty Doran, la cui scomparsa causa le indagini di Holmes.